# Plan d'eau du Canada
Le plan d'eau du Canada est un lac artificiel situé au nord-ouest de Beauvais et le long du Thérain, un affluent de l'Oise. 
Situé sur la rive droite du Thérain, il possède un sentier de 3 kilomètres tout au long de ses berges et est ouvert à la baignade de juillet à août. Il était autrefois divisé en deux parties inégales par une digue détruite en 1999. Seul un îlot (interdit au public) est resté au milieu du lac.

## Hydrologie et Ecologie
Le plan d'eau peut absorber 320 000 m3 d'eau, ce qui représente environ deux jours de crue du Thérain.
C'est un lac artificiel dont la richesse écologique est assez forte, s'inscrivant dans la continuité des zones humides de la vallée du Thérain. 
De nombreux herbiers aquatiques (charophytes, potamots...) sont à la base des chaînes alimentaires et fournissent nourriture et abri aux invertébrés et poissons abondants sur le site.
C'est un des sites les plus importants de l'Oise en termes d'avifaune : malgré les activités humaines, la surface importante du lac, sa richesse en poissons (la pêche y est interdite) et la présence de plages et d'îlots sont favorables à une large diversité d'oiseaux. C'est notamment un site de nidification de la Sterne pierregarin (Sterna hirundo) et du Petit Gravelot (Charadrius dubius), de migration de nombreux limicoles, anatidés, laridés, guifettes, et un site d'hivernage de certains canards, particulièrement du Canard chipeau (Mareca strepera).

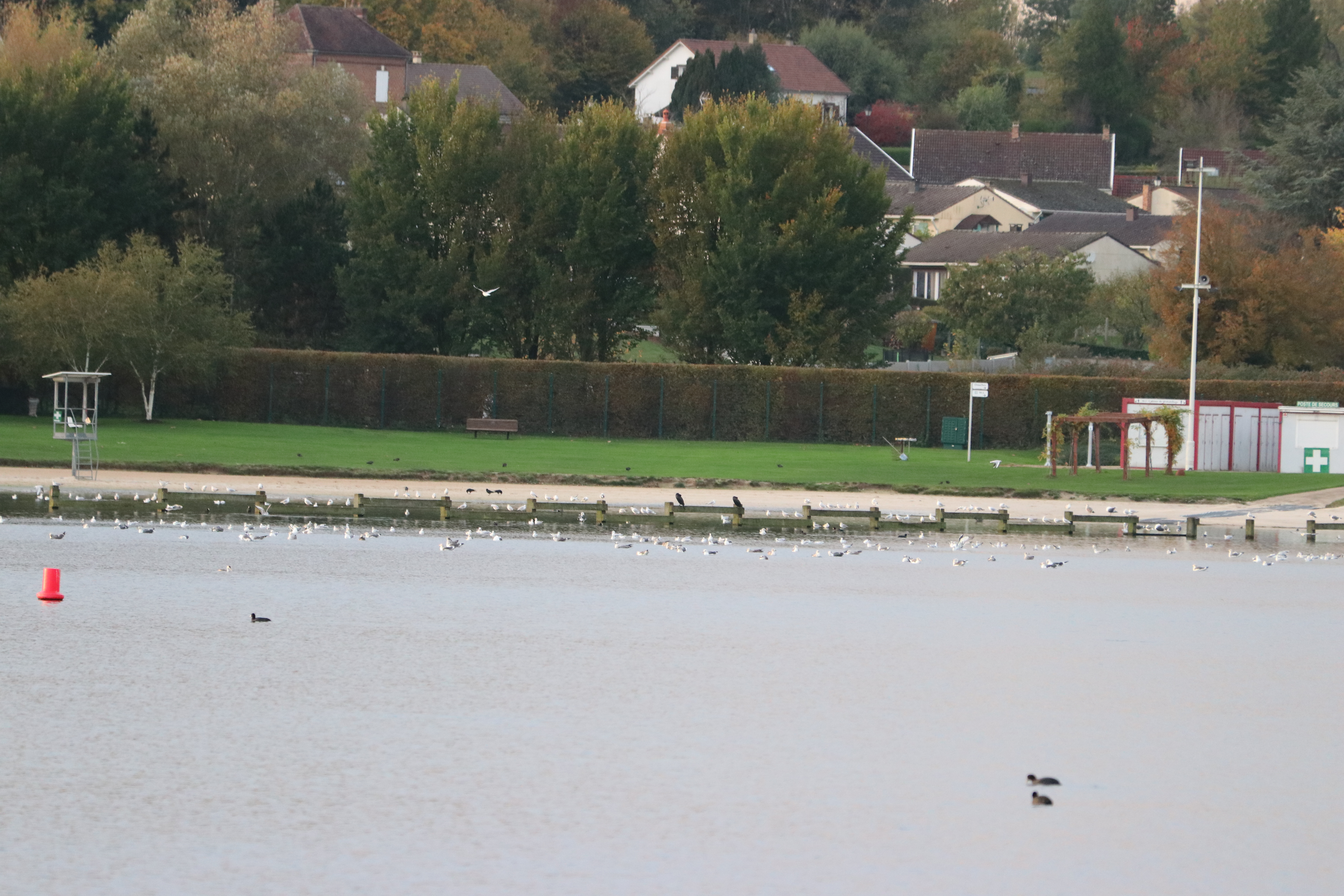
Dortoir de laridés au plan d'eau du Canada.
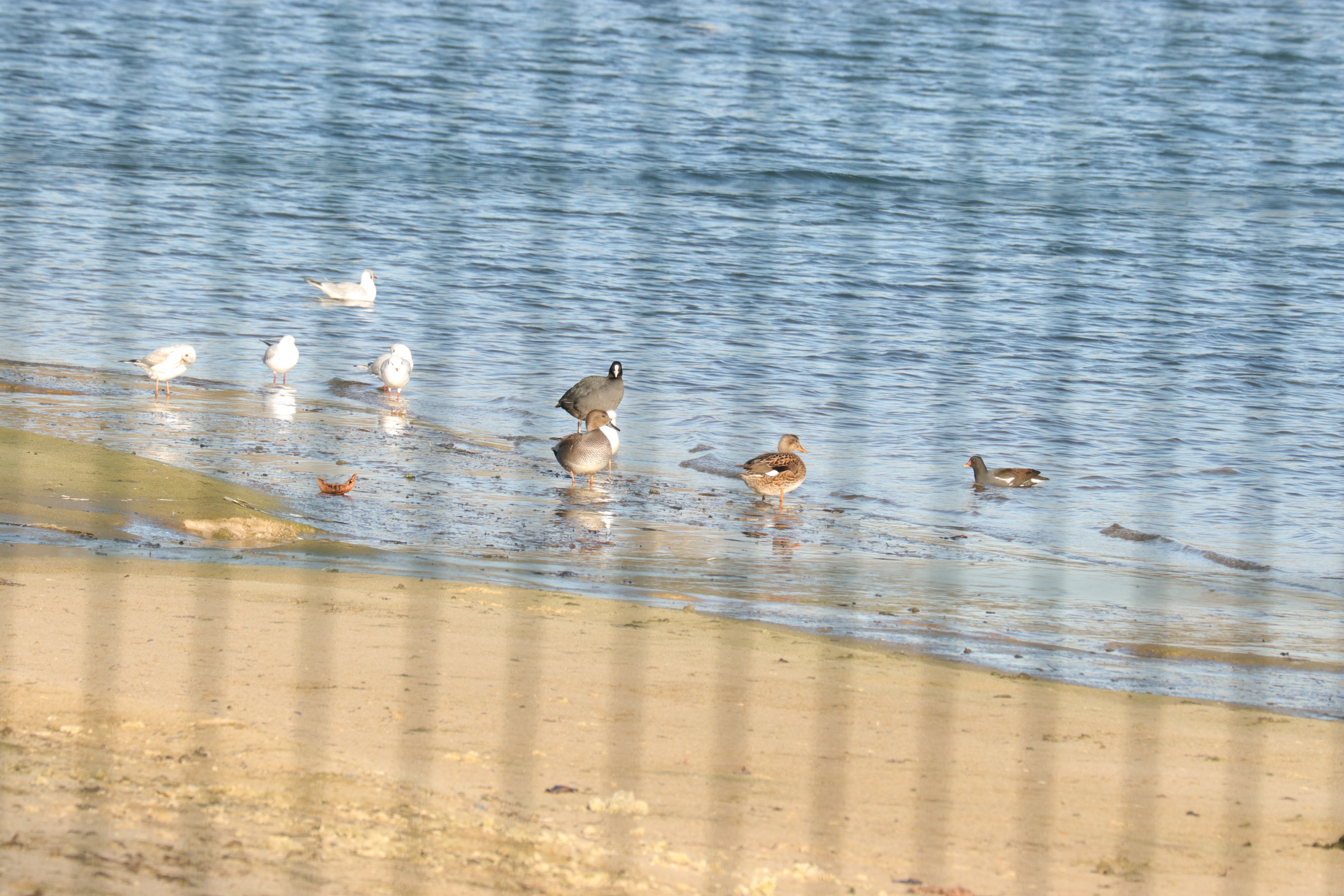
Canards chipeaux sur la plage du plan d'eau du Canada.
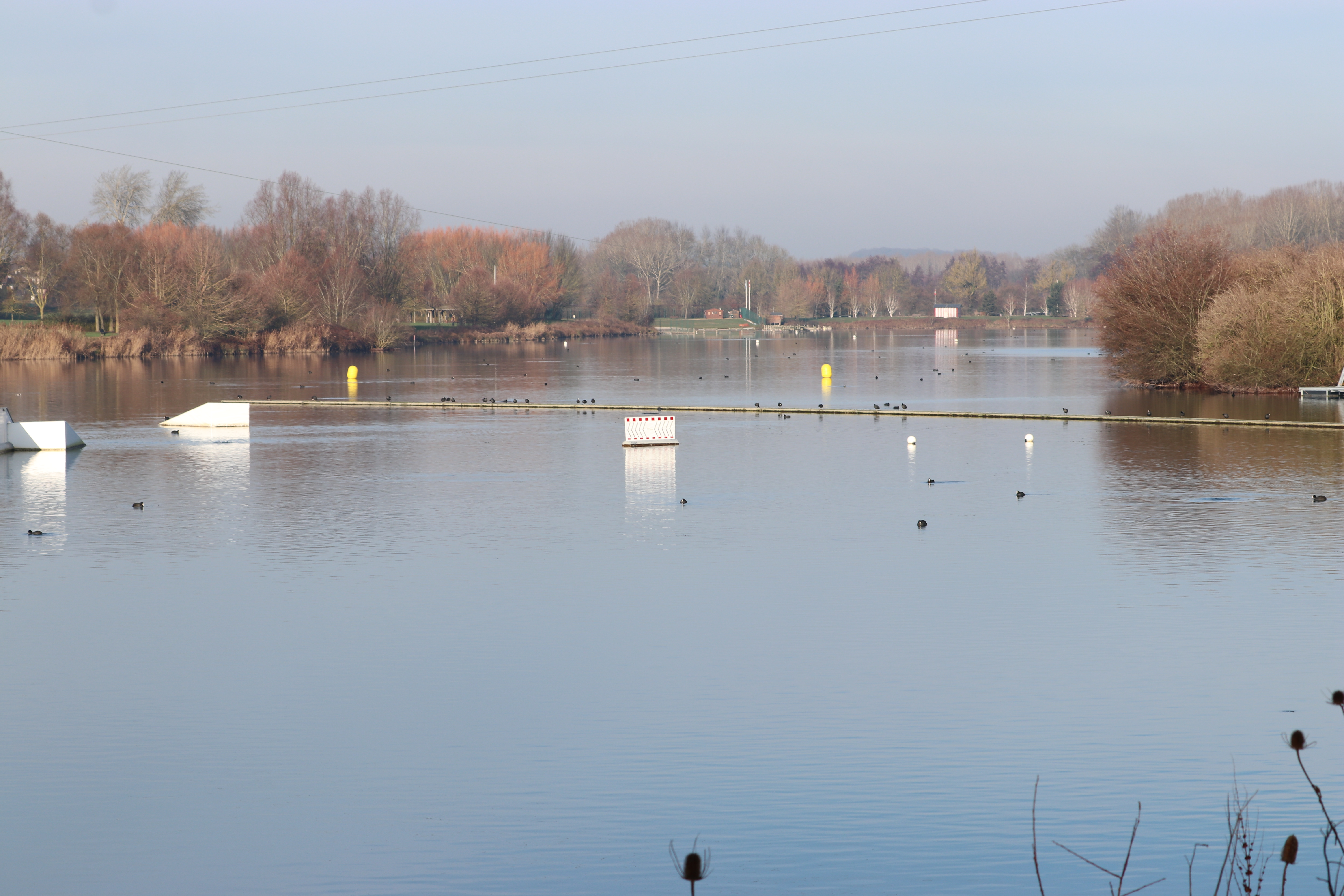
Plan d'eau du Canada en hiver.

Le plan d'eau du Canada est affecté par des espèces exotiques envahissantes : ragondin (Myocastor coypus), élodée du Canada (Elodea canadensis) et surtout lagarosiphon élevé (Lagarosiphon major).

## Toponymie
Selon l'historien Henri Fromage, « “Canada” vient de “can en dent”, un champ en forme de dent, comme l'attestent les anciens cadastres. Au siècle dernier, c'était un champ de courses de chevaux et de lévriers ».

## Historique
C'est au début des années 1970 que commence l'exploitation d'une carrière de sables et de graviers alluvionnaires par les Carrières Chouvet sur le site de l'actuel plan d'eau, à cheval sur les communes de Beauvais et de Fouquenies,.
En 1981, un projet de réaménagement de la carrière en lac artificiel est initié par le maire de Beauvais de l'époque, Walter Amsallem en relation avec la société carrières Chouvet implantée à Therdonne (Oise).
En 1995 est installée la base nautique du plan d'eau, ainsi qu'une première aire de jeux. La seconde sera installée en 2001.
L'accès sécurisé à la baignade est autorisé en 1997.
En mars 2001, le Thérain connaît cinq jours de forte crue. Le plan d'eau arrive à saturation, l'eau envahit alors les marécages situés en aval avant d'arriver au quartier de Saint-Just-des-Marais. La ville envisage de réaliser une digue en aval qui permettrait de retenir 100 000 m3 d'eau supplémentaire.
En juin 2004, le label Pavillon Bleu d'Europe est attribué au plan d'eau. La plage artificielle du lac ouvre un mois plus tard. C'est cependant la même année, en août 2004, que la puce de canard est introduite sur le site. La fréquentation chute à 9 000 entrées sur l'ensemble de la saison, contre 21 000 l'année précédente.
En 2007, le label Pavillon Bleu est perdu, avant d'être récupéré l'année suivante.
Le plan d'eau est une zone très prisée des sportifs qui peuvent venir y pratiquer de nombreuses disciplines comme la course à pied, de l'aviron ou encore du vélo.

## Activités

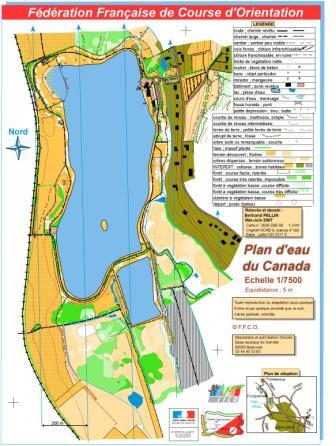
Carte de Course d'Orientation du Plan d'eau du Canada à Beauvais (France) n°2008-D60-56